# ایگور سکالین
ایگور سکالین (روسی: Игорь Анатольевич Скалин؛ زادهٔ ۱۲ ژانویهٔ ۱۹۷۰) قایقران، و ورزشکار اهل روسیه است.